# 公正國小平面停車場
公正平面停車場(非地下停車場)，為宜蘭縣羅東鎮公正國民小學靠公正路平面停車場一個自動化車牌辨識停車場，是宜蘭縣第一所取得停車場登記證的國中小學停車場。

## 建置緣由
公正國小靠近羅東夜市，為活化校園空間，公正國小家長會贊助新臺幣一百八十萬元設置無票券車牌辨識停車系統，2013年3月啟用。停車收費所得繳交宜蘭縣縣庫，再由宜蘭縣政府提撥給公正國小運用。